# Japanischer Garten (Bad Langensalza)

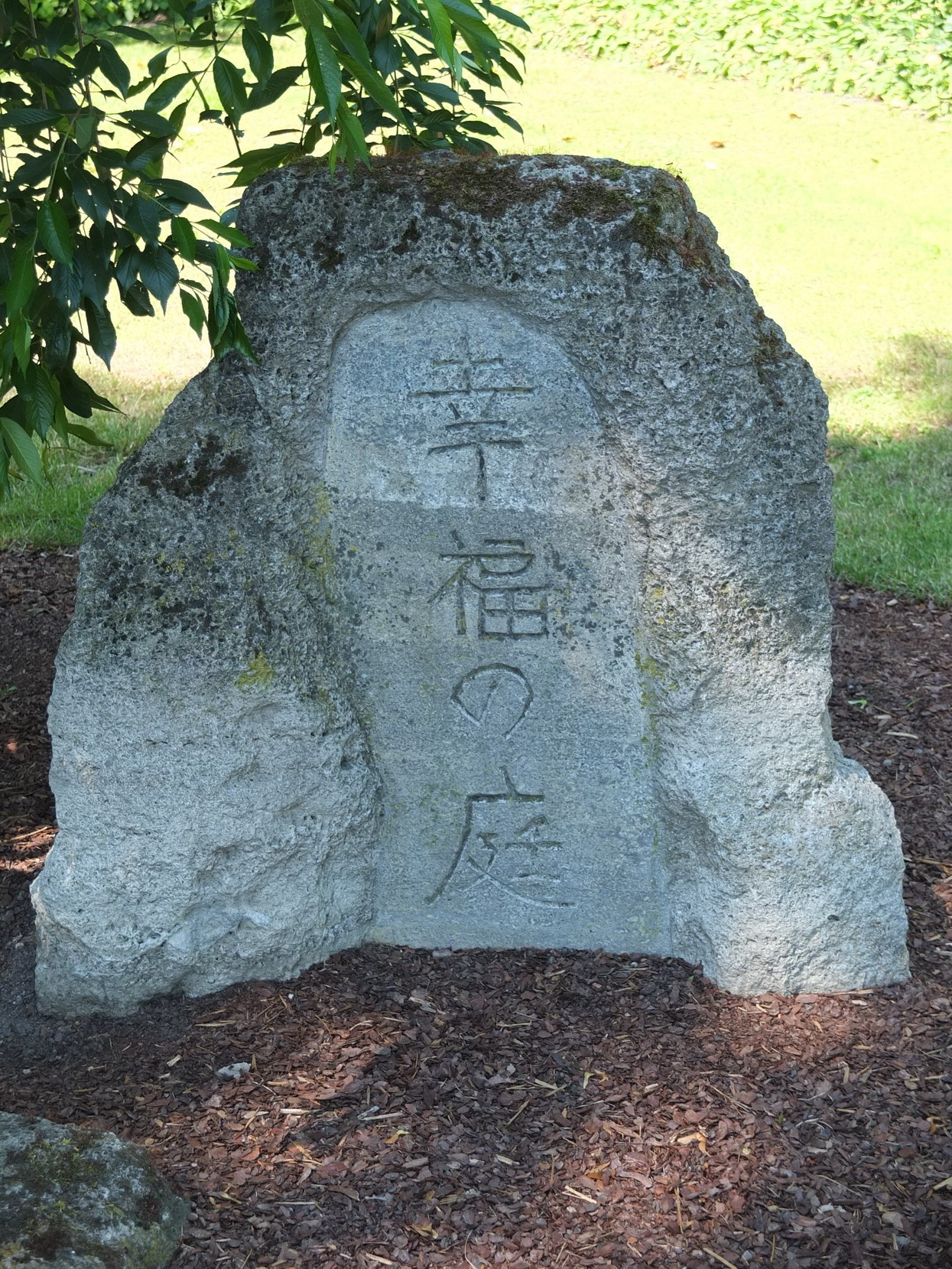
Name des Gartens auf Japanisch (幸福の庭)

Der Garten der Glückseligkeit (jap. 幸福の庭, Kōfuku no niwa) in Bad Langensalza, einer Kurstadt im Unstrut-Hainich-Kreis in Thüringen, ist ein Japanischer Wandelgarten in moderner Gestaltung.

## Vorgeschichte
In Bad Langensalza war man auf der Suche nach einem besonderen Gartenthema, um dem Kurgast den Aufenthalt so vielgestaltig wie möglich zu machen. So entstand im Jahr 1999 die Idee, einen japanischen Garten anzulegen. Nachdem ein Grundstück in Ortsmitte gefunden werden konnte, wurde im Herbst 2001 mit dem Bau des Gebäudekomplexes begonnen. Im Herbst 2002 begann die Gartengestaltung durch die Gartenarchitektin Silke Hasskerl-Schilling mit Japan-Erfahrung. Im August 2002 konnte der Garten unter dem Namen Kōfuku no niwa – „Garten der Glückseligkeit“ eröffnet werden.

## Der Garten
Für den Garten stand ein ungefähr rechteckiges Grundstück mit einer Größe von 120 m × 60 m zur Verfügung. Der Garten ist in Form eines japanischen Wandelgartens angelegt. In der Mitte der nördlichen Hälfte wurde ein Garten vom Karesansui-Typ, also ein „trockener Garten“ mit hellem, in Linien geharktem Splitt angelegt. Im Kiesbett befinden sich zwei kleine Inseln in Form der in der Japanischen Mythologie Glück bringenden Tiere Kranich und Schildkröte.
In der südlichen Hälfte umschließt der Garten einen Teich, an dessen Nordende eine Steinlaterne mit flachem Schirm, eine „Schneebetrachtungs-Laterne“ (雪見燈籠, yukimi-dōrō) steht. Das untere westliche Drittel des Teiches wird von einem Steg in Zickzackform (八橋, yatsubashi) überquert wird, an dessen Seiten Schwertlilien wachsen. An der Ostseite des Teiches befindet sich der Kirschgarten, an der Südwestseite, dort, wo sich auch der Eingang befindet, ein Bambushain.
Neben vielen anderen Details ist noch der sitzende Buddha aus Stein im Azaleengarten zu erwähnen. Eigentlich nicht typisch für japanische Gärten, hat er – von Bad Langensalza bei einem Städtewettbewerb gewonnen – hier einen angemessenen Platz gefunden.

## Die Gebäude
Das Hauptgebäude ist der mit viel Glas (japanische papierbespannte Türen, Shōji, wären in unserem Klima nicht geeignet) gebaute zweistöckige Pflanzenpavillon. In dessen oberen Stockwerk befindet sich ein Teehaus, in dem man an der regelmäßig durchgeführten Teezeremonie teilnehmen kann. Der Pflanzenpavillon ist über einen überdachten Zickzack-Gang mit dem „Pavillon des Teetrinkens“ verbunden, wo ohne Zeremonie grüner Tee gereicht wird. Auf der Ostseite befindet sich der kleine Kiesgarten mit Bonsai, der – untertreibend – Tsubo-niwa heißt.

## Bilder

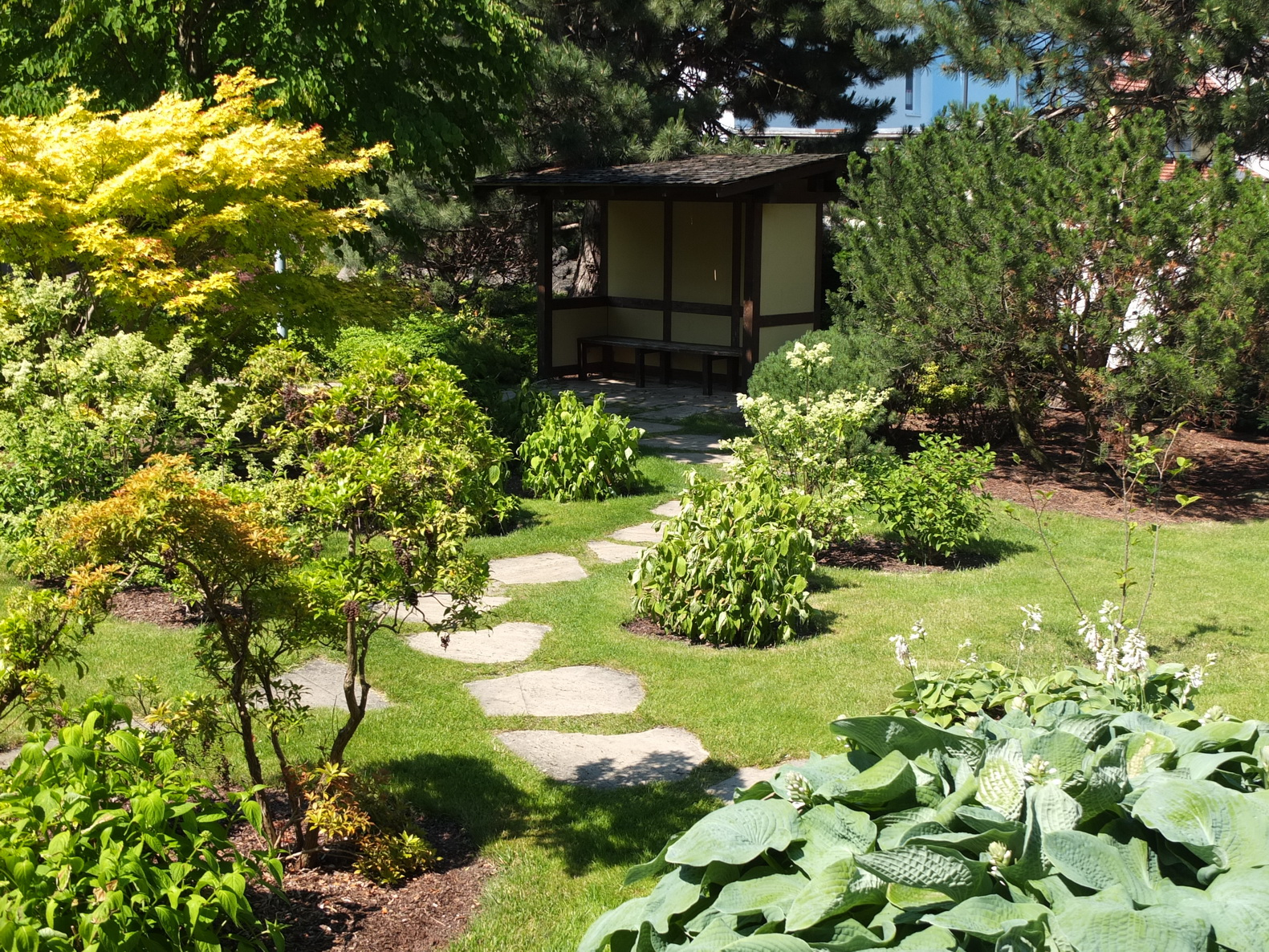
Weg zum Warteplatz[A 4]
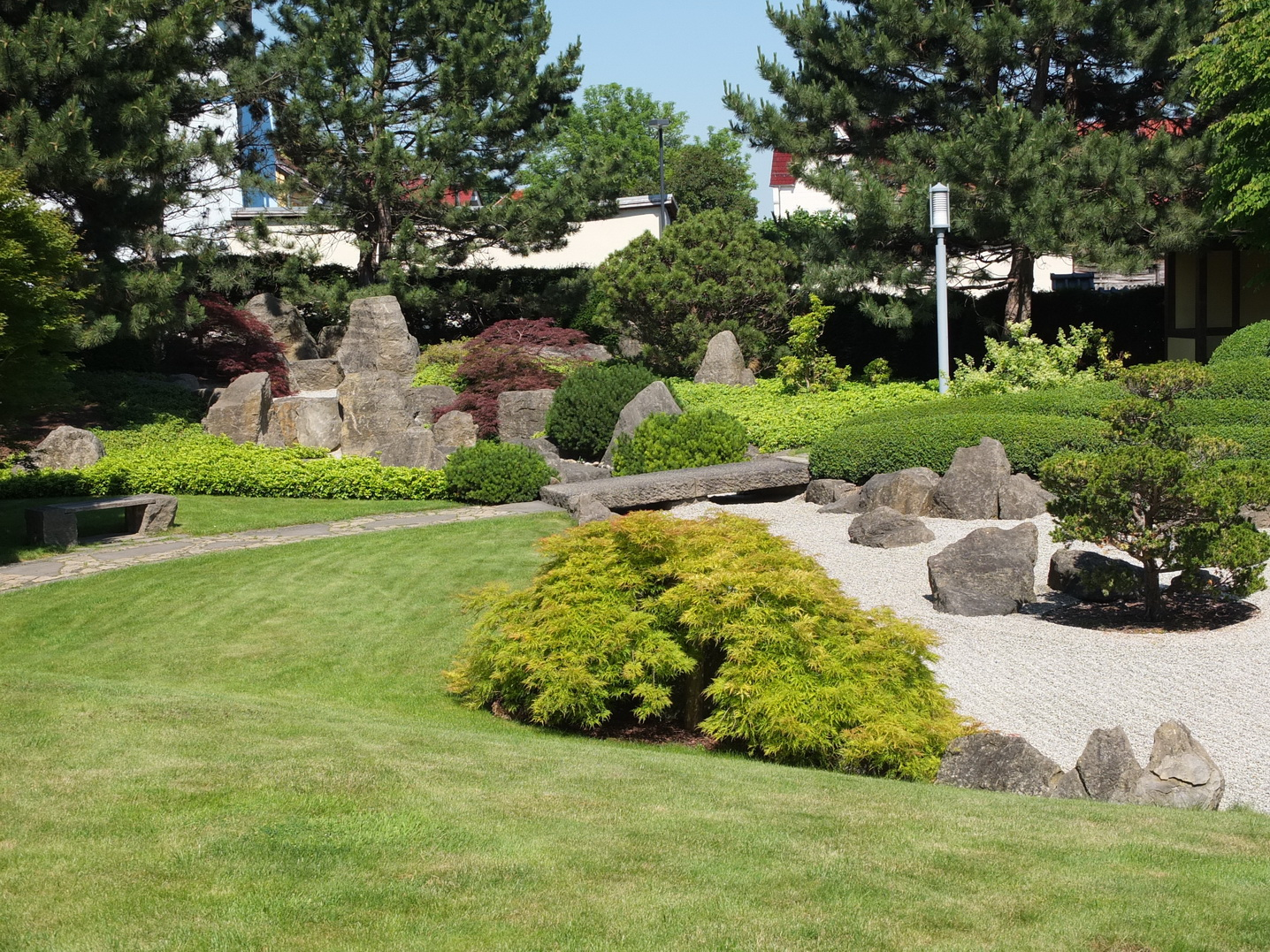
Beginn des Steingartens
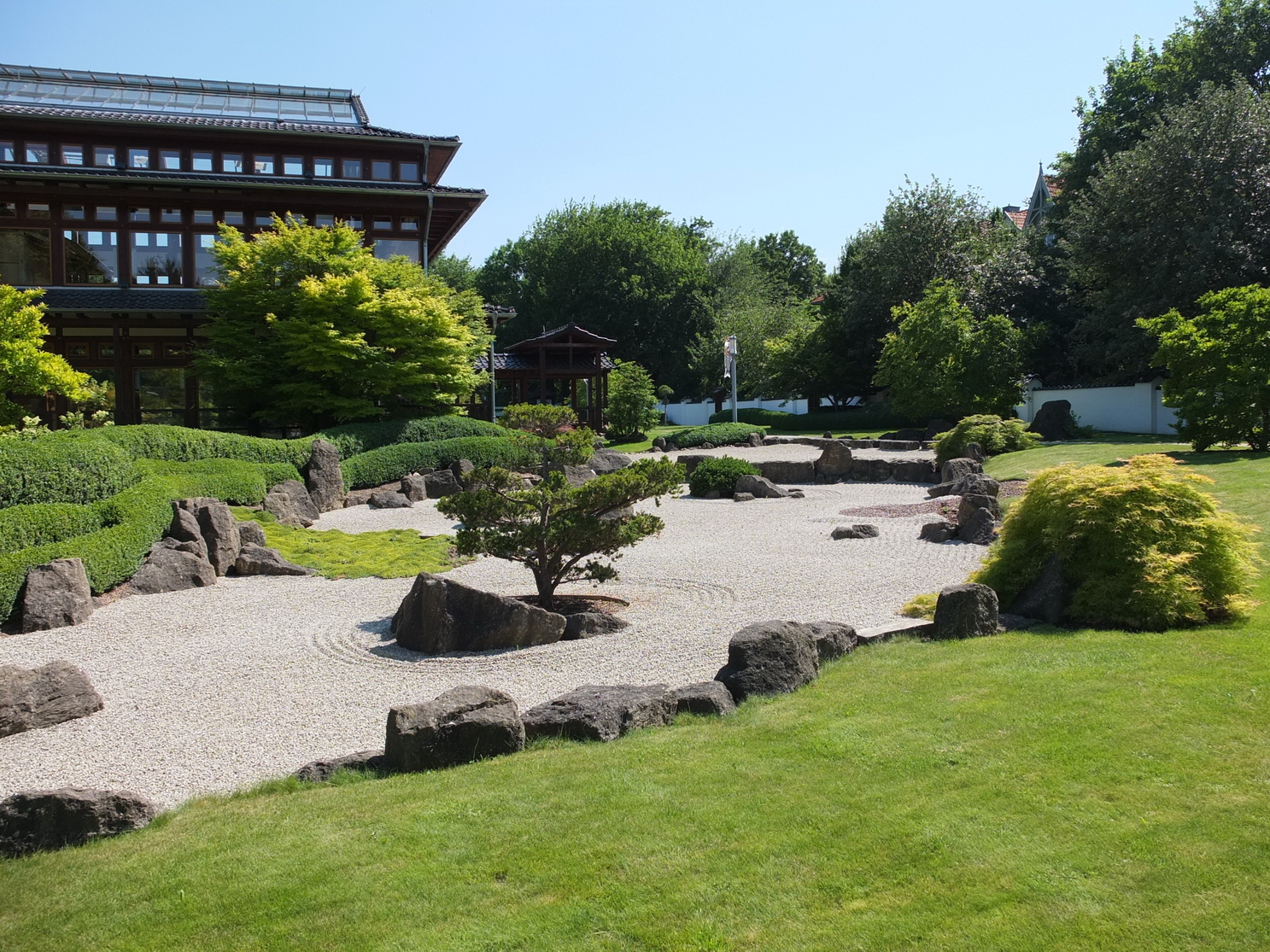
Steingarten mit Kranich-Insel
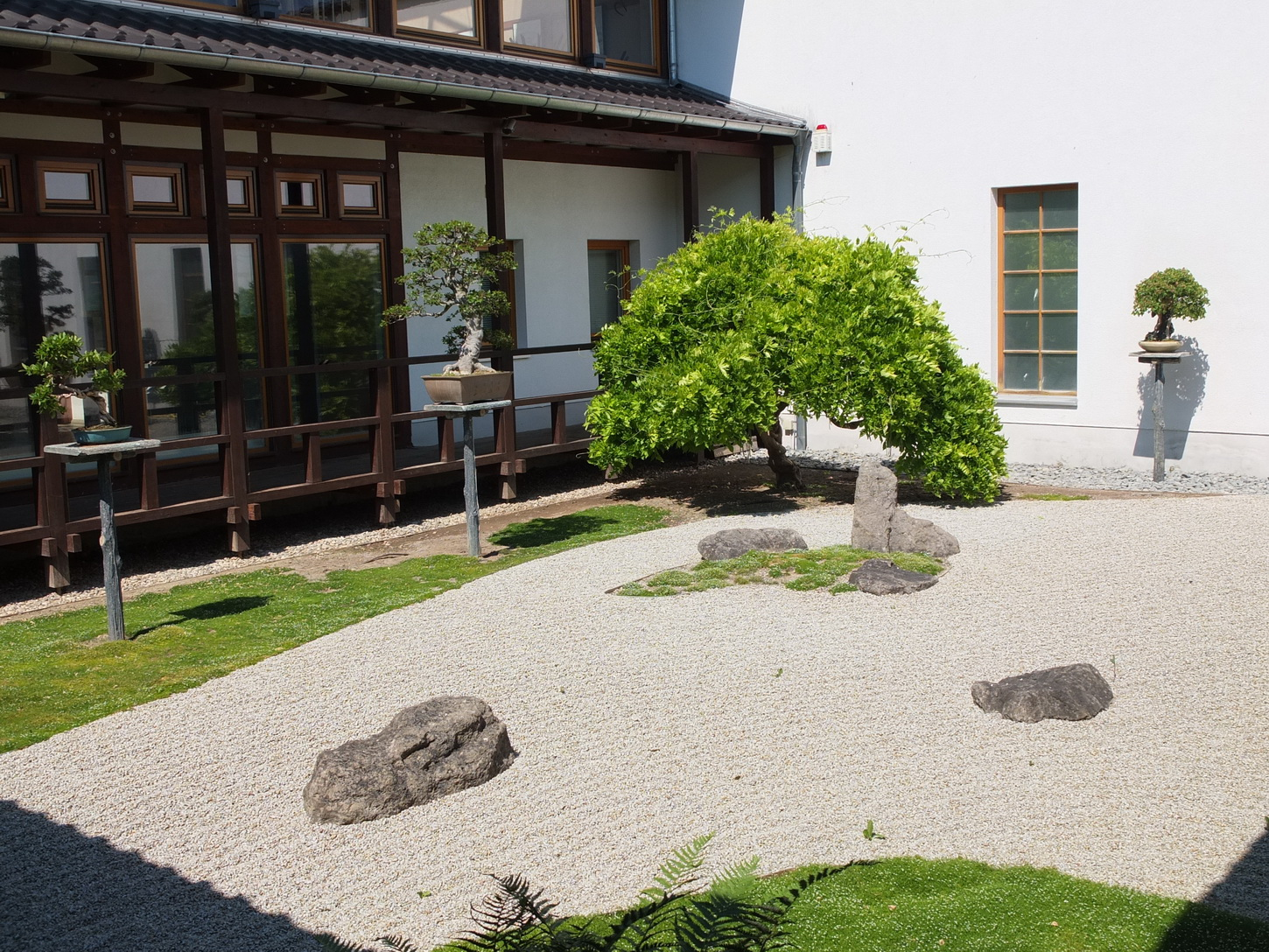
Tsubo-niwa
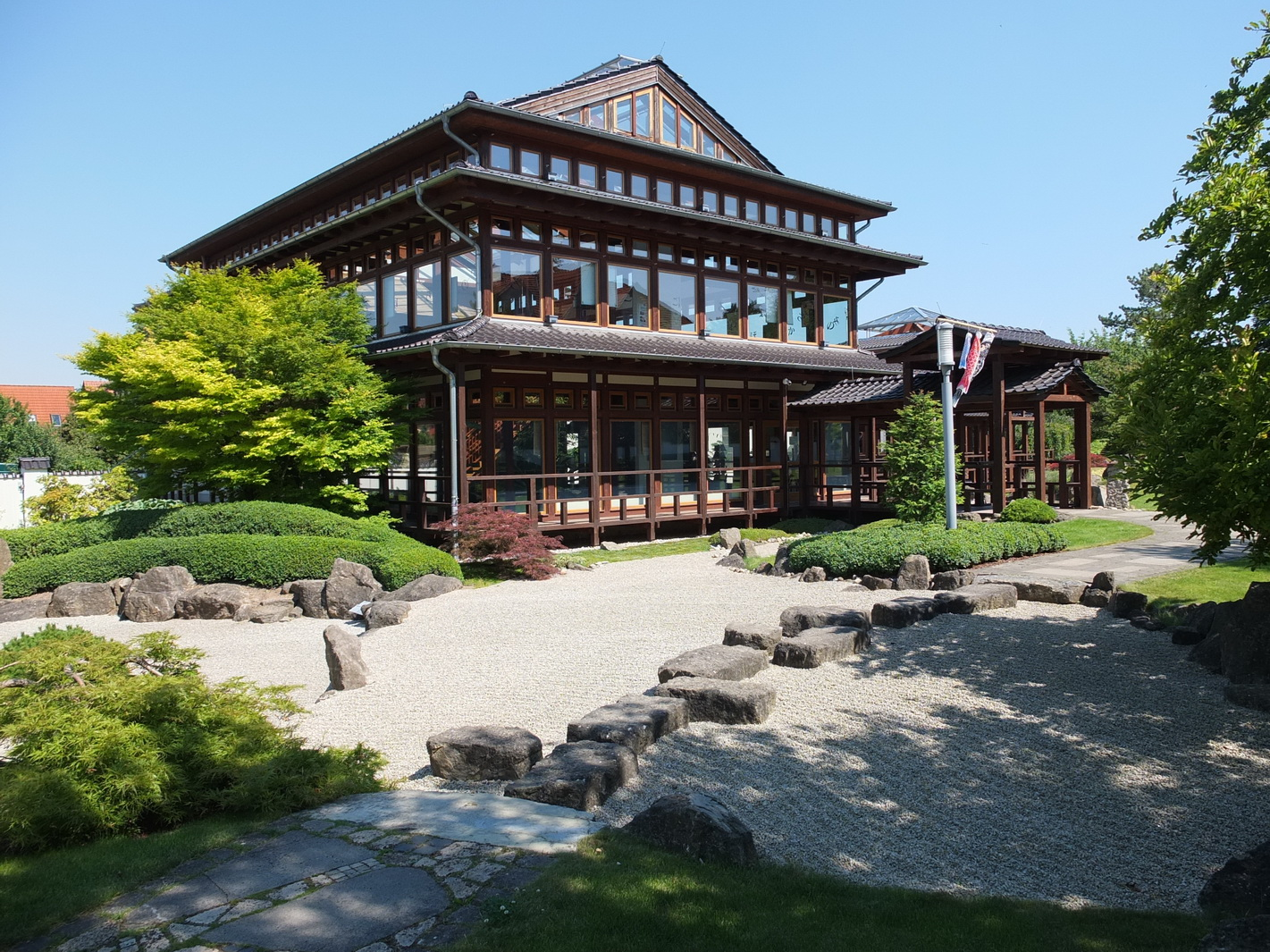
Pflanzenhaus
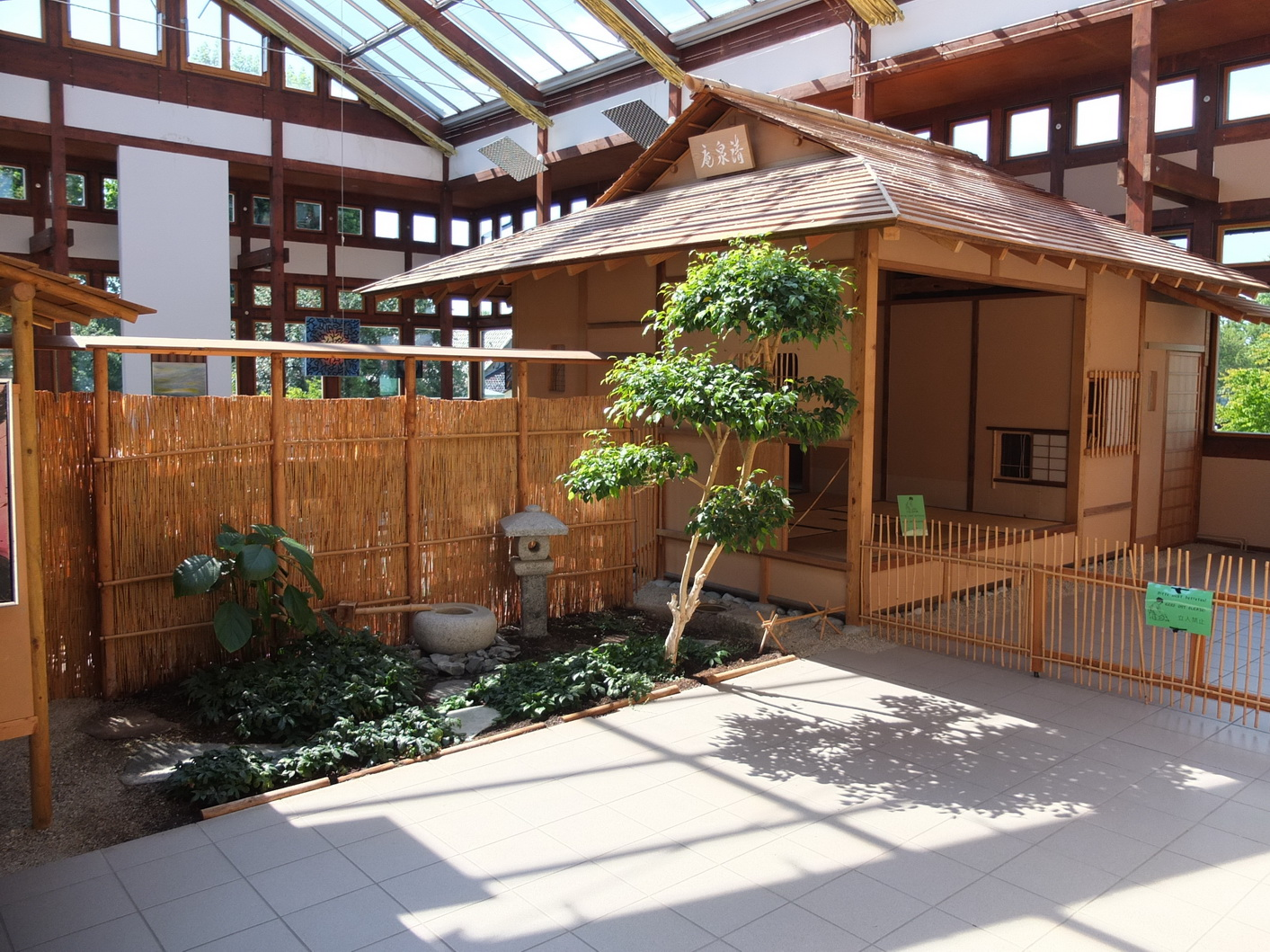
Teehaus oben im Pflanzenhaus
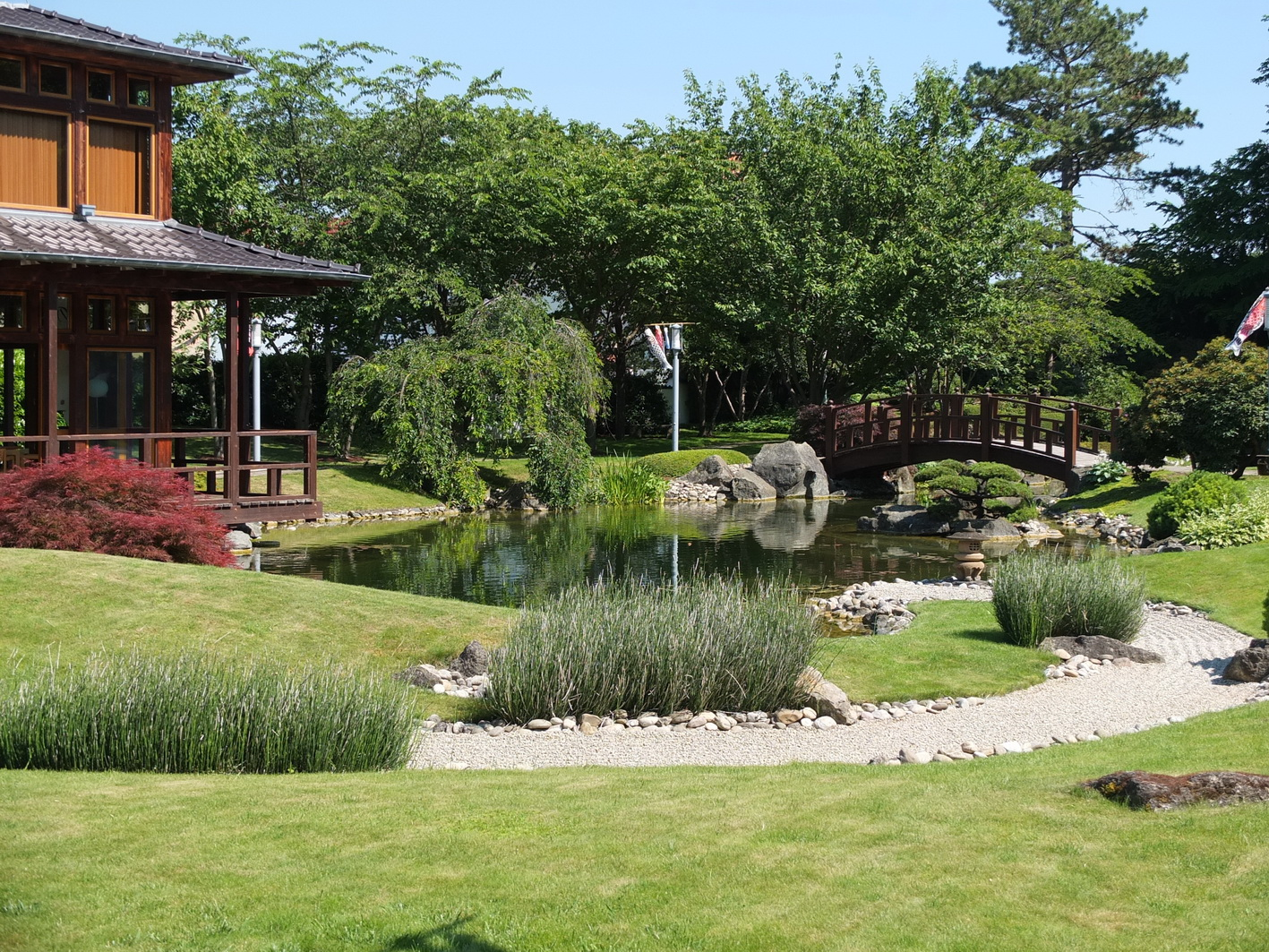
Am Teich